# Bijeli glog
Glog - lat. Crataegus monogyna, je vrsta gloga udomaćena u Europi, Sjevernoj Africi i Zapadnoj Aziji. Nalazimo ga i na brojnim drugim mjestima u svijetu, no nažalost kao importiranu invazivnu vrstu. Plodovi gloga su jestivi, cvjetovi se koriste u narodnoj medicini.
Glog je dikotiledona biljka i njeni listovi perasto raspoređeni s mrežestom nervaturom, stablo je drvenasto s pravilno raspoređenim provodnim snopićima. Ova biljka ima neke dijelove stabla koji su preobraženi u bodlje.
Postoji veliki broj kultiviranih odlika, koriste se u hortikulturi, te rjeđe kao voće.
Postoje i križanci gloga i jarebike (Crataegosorbus "Granatnaja" - stvoren od strane čuvenog ruskog botaničara Ivana Vladimiroviča Mičurina), te gloga i mušmule (Crataegomespilus Dardari ).

## Podvrste
- Crataegus monogyna var. lasiocarpa (Lange) K.I.Chr.
- Crataegus monogyna f. pendula (Lodd. ex Loudon) Rehder
- Crataegus monogyna f. pteridifolia (Lodd. ex Loudon) Rehder
- Crataegus monogyna f. semperflorens (Andr‚) C.K.Schneid.
- Crataegus monogyna f. stricta (Loudon) Zabel

## Ljekovito djelovanje
Glog je izuzetno vrijedna ljekovita biljka. Koristi se uglavnom za liječenje poremećaja srca i krvožilnog sustava, posebno angine. Zapadni herbalisti ga smatraju "hranom za srce", povećava protok krvi u srčanim mišićima i obnavlja normalan rad srca. Do ovog učinka dolazi prisutnost bioflavonoida u voću, ti bioflavonoidi također su snažni antioksidanti, pomažu u sprečavanju ili smanjenju degeneracije krvnih žila. Plod djeluje spazmolitički, te kao diuretik, sedativ, tonik i vazodilatator. I plodovi i cvjetovi gloga dobro su poznati u biljnoj narodnoj medicini kao tonik za srce, a moderna istraživanja potvrdila su ovu upotrebu. Plodovi i cvjetovi djeluju hipotenzivno, kao i izravni i blagi tonik za srce. Oni su posebno indicirani u liječenju slabog srca u kombinaciji s povišenim krvnim tlakom, koriste se i za liječenje srčanog mišića oslabljenog u staračkoj dobi, za upale srčanog mišića, arteriosklerozu i za probleme s živčanim srcem. Dugotrajna primjena neophodna je da bi liječenje bilo učinkovito. Obično se koristi ili kao čaj ili kao tinktura. Glog se dobro kombinira s ginkom (Ginkgo biloba) kako bi se poboljšalo loše pamćenje, djelujući tako da poboljšava opskrbu mozga krvlju. Kora je adstrigentna i korištena je u liječenju malarije i drugih vrućica. Za korijenje se kaže da stimulira arterije srca.

## Sastav
Na 100 gr plodova sadrži oko 61,8 gr vode, oko 25,9 gr ugljikohidrata, oko 11,8 gr vlakana ,bjelančevina oko 1,43 g i oko 0,63 g masti. Od makroelemenata sadrži oko 459 mg kalija, oko 15,6 mg natrija, 235 mg kalcija, oko 83,3 mg magnezija i oko 86,4 mg fosfora te 1, 82 mg željeza. Od mikroelemenata sadrži oko 279 mkg bakra,oko 742 mkg mangana i 311 mkg cinka.Od vitamina sadrži oko 1,32 mg beta karotena, te 27,8 mg vitamina C.

## Vanjske poveznice
- PFAF database - Crataegus monogyna